# Bonou (Burkina Faso)
Pour les articles homonymes, voir Bonou.
Bonou est une localité située dans le département de Tougan de la province du Sourou dans la région de la Boucle du Mouhoun au Burkina Faso.

## Géographie
Le village est traversé par la route nationale 10.

## Éducation et santé
La commune accueille un centre de santé et de promotion sociale (CSPS).